# Mitrovica (rejon statystyczny Kosowa)
Mitrovica (alb.: Rajoni i Mitrovicës; serb.: Косовскомитровачки округ) – jeden z siedmiu rejonów statystycznych w Kosowie którego siedzibą jest miasto o tej samej nazwie.

## Podział administracyjny
W rejonie tym znajduje się 6 miast będących jednocześnie siedzibami gmin, oraz 267 wsi i osiedli:
| Gmina                                           | Liczba ludności (2011) | Powierzchnia (km²) | Gęstość zaludnienia (os./km²) | Wsi i osiedla |
| ----------------------------------------------- | ---------------------- | ------------------ | ----------------------------- | ------------- |
| Mitrovica                                       | 71 909                 | 350                | 205,5                         |               |
| Vushtrri                                        | 69 870                 | 344                | 203,1                         |               |
| Skenderaj                                       | 50 858                 | 378                | 134,5                         |               |
| North Mitrovica                                 | 29 460                 | 11                 | 2 678,2                       |               |
| Leposavić                                       | 18 600                 | 539                | 34,5                          |               |
| Zvečan                                          | 16 650                 | 122                | 136,5                         |               |
| Zubin Potok                                     | 14 900                 | 333                | 44,7                          |               |
| Łącznie w całym rejonie statystycznym Mitrovica | 272 247                | 2 077              | 131,1                         | 267           |

## Grupy etniczne
Grupy etniczne zamieszkujące rejon statystyczny Mitrovica (dane części gmin z roku 2011):
| Gmina     | Mieszkańcy | Narodowość | Narodowość | Narodowość | Narodowość | Narodowość | Narodowość                     | Narodowość | Narodowość | Narodowość | Narodowość      | Narodowość                          |
| Gmina     | Mieszkańcy | Albańczycy | Serbowie   | Turcy      | Bośniacy   | Romowie    | Ashkali i bałkańscy Egipcjanie | Egipcjanie | Gorani     | Inni       | Niezdeklarowani | Osoby nie biorące udziału w badaniu |
| --------- | ---------- | ---------- | ---------- | ---------- | ---------- | ---------- | ------------------------------ | ---------- | ---------- | ---------- | --------------- | ----------------------------------- |
| Mitrovica | 71 909     | 69 497     | 14         | 518        | 416        | 528        | 647                            | 6          | 23         | 47         | 61              | 152                                 |
| Vushtrri  | 69 870     | 68 840     | 384        | 278        | 33         | 68         | 143                            | 1          | 3          | 50         | 17              | 53                                  |
| Skenderaj | 50 858     | 50 685     | 50         | 1          | 42         | -          | 10                             | 1          | -          | 5          | 4               | 60                                  |

Poniższe gminy (Zveçan, Leposaviç, Zubin Potok i północna część gminy Mitrovica) nie brały udziału w spisie powszechnym w roku 2011, wobec czego dane zamieszczone w tabeli poniżej dotyczą lat 2008-2009.
| Leposaviç       | 13 773 | 323 | 13 450 |
| Zubin Potok     | 6 616  | 995 | 5 621  |
| Zveçan          | 7 481  | 386 | 7 095  |
| North Mitrovica | 12 326 | 867 | 11 459 |